# Primal
Primal (с англ. — «первородный, изначальный») — компьютерная игра в жанре action-adventure, разработанная компанией SCE Studio Cambridge и изданная в 2003 году Sony Computer Entertainment Europe. Игра повествует о фантастических приключениях Дженнифер Тейт, волею судьбы втянутой в вечное противостояние сил Добра и Зла.
Primal стала первой официально и полностью локализованной игрой для приставки PlayStation 2.

## Сюжет
| Сводный рейтинг | Сводный рейтинг |
| Агрегатор       | Оценка          |
| --------------- | --------------- |
| GameRankings    | 76,81 %         |

Потеряв в раннем детстве родителей, Джен росла в интернате, а по достижении совершеннолетия перебралась в общежитие. Жизнь была крайне тяжела для неё: денег на оплату жилья нет и долги неумолимо накапливаются. С огромным усилием её удалось подать заявку в колледж. Как раз в этот момент она встречает парня Льюиса, также, как она, потерявшего родителей в детстве. Между ними завязываются отношения.
С помощью Джен Льюис воплощает свою давнюю мечту: он становится вокалистом в рок-группе. Все идёт хорошо. Но однажды, возвращаясь из ночного клуба, они становятся жертвами нападения жуткого монстра и попадают в больницу с тяжелейшими травмами. Врачи никак не могут понять природу удивительно сильной иммунной системы, за счёт которой они не умирают. Ночью в палату Джен проникает странное существо, больше напоминающее горгулью, и выселяет душу девушки. После короткого разговора, в котором горгулья представляется как Скри, Джен соглашается пойти с ним и они оба исчезают, пройдя через входную дверь палаты.